# Colinas do Sul
Colinas do Sul là một đô thị thuộc bang Goiás, Brasil. Đô thị này có diện tích 1708,215 km², dân số năm 2007 là 3882 người, mật độ 2,3 người/km².